# Buy British
Buy British war eine im November 1931 gestartete Kampagne, mit der die britische Regierung während der Weltwirtschaftskrise ab 1929 versuchte, das Zahlungsbilanzgleichgewicht wieder zu erreichen, ohne sofort zu protektionistischen Einfuhrzöllen greifen zu müssen. Die Kampagne wurde geleitet vom Empire Marketing Board. Sie nutzte zuvor entwickelte Werbetechniken und Techniken der Öffentlichkeitsarbeit und setzte auf freiwillige Unterstützung durch Dritte. In Aussicht gestellt wurden ein Handelsbilanzgleichgewicht, eine stabile britische Währung (Pfund Sterling) und anderes. 
Die Kampagne hatte nur begrenzte und zeitweilige Wirkungen, obwohl sie technisch effizient war.

## Vorgeschichte
Als Ende des 19. Jahrhunderts auch in anderen europäischen Ländern die Industrialisierung einsetzte, versuchte man in Großbritannien, durch das Kennzeichnen importierter Ware vermeintlich minderwertige Produkte (zum Beispiel Nachahmerprodukte) erkennbar zu machen. Das britische Handelsmarkengesetz vom 23. August 1887 (Merchandise Marks Act 1887) schrieb vor, dass auf Waren unmissverständlich das Herkunftsland anzugeben sei. Dies sollte den britischen Käufern  das Erkennen importierter Waren – speziell solcher vom Kontinent – ermöglichen, deren Qualität generell als schlechter galt. 
1891 wurde das „Madrider Abkommen über die Unterdrückung falscher Herkunftsangaben auf Waren“ vereinbart. Viele andere Staaten übernehmen damit diese Kennzeichnungsvorschrift.
Die Kennzeichnungspflicht bestand auch nach dem Ersten Weltkrieg weiter. „Made in Germany“ wirkte zunehmend wie ein Qualitätssiegel; die negativ gedachte Warenkennzeichnung bewirkte das Gegenteil des eigentlich Beabsichtigten.

## Sonstiges

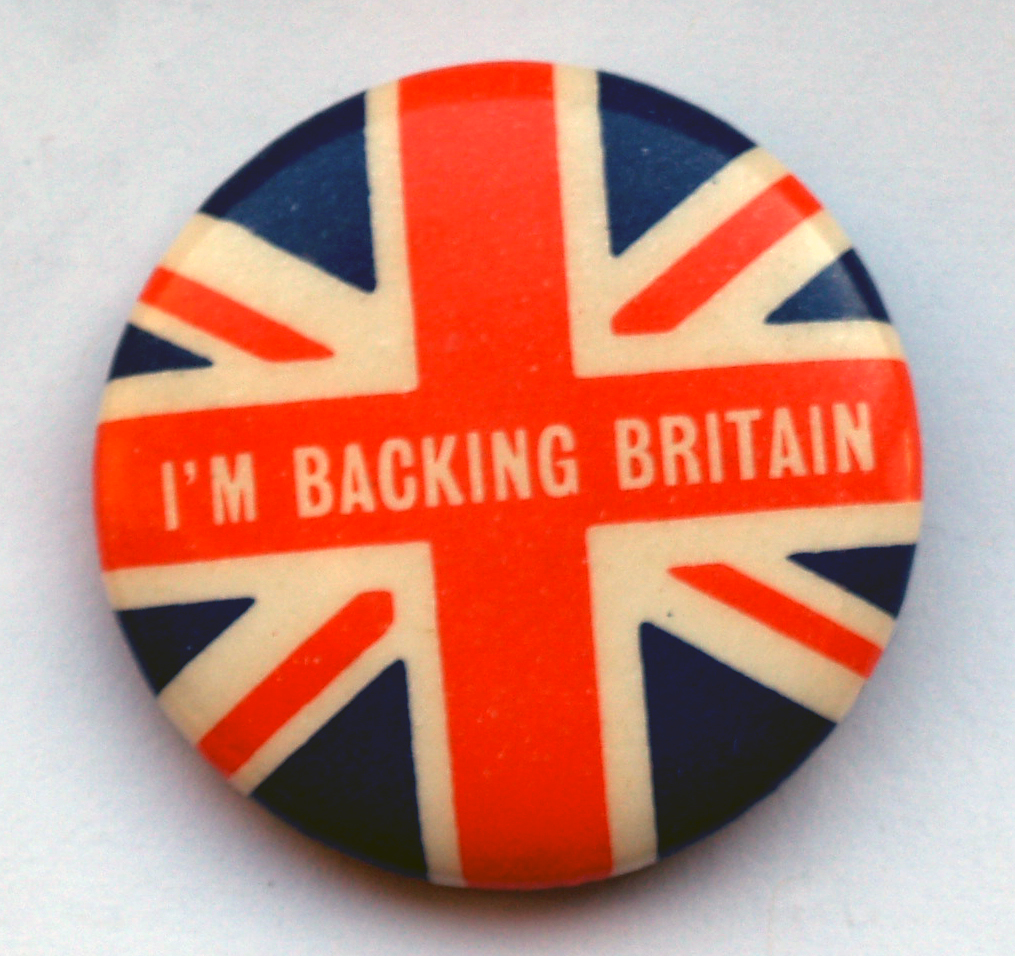
Anstecknadel für I'm Backing Britain

1968 gab es eine kurze patriotische Kampagne namens I'm Backing Britain. 
Sie begann spontan, als fünf Sekretärinnen im Londoner Stadtteil Surbiton begannen, täglich freiwillig und unbezahlt eine halbe Stunde länger zu arbeiten und andere aufforderten, dies ebenfalls zu tun. Dies fand ein enormes Echo und wurde innerhalb einer Woche eine landesweite Soziale Bewegung ('movement'). 
Die Gewerkschaften waren skeptisch. Einige verdächtigten die Kampagne, die Arbeitszeiten verstohlen zu verlängern und dazu beizutragen, Ineffizienz im Management zu verschleiern. 
Nach einigen Monaten wurde sichtbar, dass die Kampagne weder Auswirkungen für einzelne Betriebe noch auf die Wirtschaft generell hatte; das Interesse flaute ab; Enttäuschung und Verärgerung machten sich breit. 
Die Kampagne ist im Vereinigten Königreich bis heute bekannt und gilt als ein Beispiel für einen gescheiterten Versuch, die Aussichten bzw. Chancen der britischen Wirtschaft zu verbessern. 
Im Rahmen von I'm Backing Britain versuchte Robert Maxwell 1968, eine 'Buy British!'-Kampagne zu starten.